# Alexis Denisof
 Der er for få eller ingen kildehenvisninger i denne artikel, hvilket er et problem. Du kan hjælpe ved at angive troværdige kilder til de påstande, som fremføres i artiklen.

Alexis Denisof (født 25. februar 1966) er en amerikansk skuespiller bedst kendt for sin rolle som Wesley Wyndam-Pryce i tv-serien Buffy - Vampyrernes Skræk og spin-off-serien Angel. Denisof er bl.a. blevet nomineret tre gange, til en Saturn Award, for sin rolle i tv-serien Angel.

## Personlige liv
Denisof blev født i Salisbury, Maryland og er af russisk afstamning. Han flyttede til Seattle, Washington da han var tre år gammel. Han blev student fra St. Paul's School i Concord, New Hampshire. Han boede og arbejdede i Storbritannien i et par år.
Da Denisof kom tilbage til USA og ankom til California, boede han hos Ted Danson og hans kone Mary Steenburgen i et år.
Han er gift med Alyson Hannigan, som han har to døtre med.